# Дунавски лимес
Дунавски лимес (лат. limes Danubiensis) назив је за део римског лимеса који се протезао дуж Дунава и пролазио кроз данашњу Немачку, Аустрију, Словачку, Мађарску, Хрватску, Србију, Бугарску и Румунију.
Мочварне и разуђене обале Дунава биле су обезбеђене бројним легијским логорима и кастелима. Логори су подигнути средином 1. века. У почетку су били опасани само земљаним насипима, а касније, за време Трајана, и каменим зидовима. 
Дуж лимеса се пружао и пут, који је спајао станице, кастеле и утврђења до делте Дунава (Via Istrum).

## Рано царство
Август се хвали у „Делима божанског Августа“ да је померио границу Илирика до Дунава. Флор у „Епитомама“ извештава да је његов легат Лентул подигао стражарске поставе (praesidia) на доњем Дунаву (вероватно негде између 10. и 6. године пре н. е.. Код Феста се каже да је кроз Норик, Панонију и Мезију повучен лимес између Римљана и варвара (око 9. године пре н. е.). Међутим, у то време не може бити говора о сталној, уједначној или чак утврђеној граници. Вероватније је да је Дунав спорадично досегнут из три међусобно неповезане базе и у различитим независним походима. Тако је 28. године пре н. е. Марко Лициније Крас продро из Македоније у подручје касније провинције Мезије. Ширење Илирикума са запада у правцу североистока започето за време Августа (34/3 пре. н. е.) наставио је Тиберије 13-9. пре н. е. дуж Саве до њеног ушћа. На горњем току Дунава Тиберије је наводно после алпског похода из 15. године пре н .е посетио изворе Дунава.
У почетку су заштиту освојеним областима су пружали гарнизони стационирани у унутрашњости, нарочито на главним трансверзалама које су ишле из Италије. Тако су у Панонији, вероватно у саобраћајно-географском троуглу Емона-Сискија (или Сирмијум)-Петовион биле концентрисане легије, тј. дуж Саве, и на „ћилибарском путу“ који је ишао од Аквилеје и водио на исток. Тек крајем Августове владавине војска је померена на Дунав, најпре на крајње тачке путних веза односно на прелазе на Дунаву, као и на ушћа притока Дунава. Тако је legio XV Apollinaris дошла у Карнунтум. Од аугзилијарних кастела подигнутих у Рецији на горњем Дунаву најстарији је онај у Ајслингену с краја Тиберијевог времена. Други логори из Клаудијевог времена налазе се у подручју западно од Велтенбурга (код Регенсбурга), а даље низ Дунав (изузимајући мали кастел Хардорф-Милберг код Остерхофена) тек је у Линцу (Ленција) могао да се детектује војни логор из времена пре Флавијеваца. Потом следе на панонској дунавској линији аугзилијарни логори Виндобона (Беч), Арабона (Ђер), Бригецион (Сењ), Аквинкум (Буда), Лусонијум (Пакс), Корнакум (Шотин), Мурса (Осијек). Лимес (али и залеђе) очигледно је био подељен на поједине војне округе, којима су до времена Флавијеваца управљали префекти или локални вођи. Јужно од Ђердапа одбрамбене снаге су се концентрисале на алувијалним равнима притока Дунава. Наиме, овде се према обали стрмо уздиже пребалканска платформа која представља неку врсту природне границе. Крајем Августовог времена подручје римске власти се протезало од Тимока до Утуса (данас Вит) односно Асамуса (данас Осам). На источном рубу Ескуса на Искару налазила се Пета македонска легија (legio V Macedonica), на западу у Ратијарији на Арчару вероватно Пета скитска легија (legio V Scythica). Између њих је постојао до Клаудијевог времена један посебан војни округ – управа градова Мезије и Трибалије (praefectura civitatium Moesiae et Treballiae). Обала Тракије (ripa Thracia) - област између Хема (балканских планина), Дунава и Црног мора - која се налазила под влашћу Трачана, по формирању римске провинције Тракије 46. године н. е. постепено је интегрисана у домен римске власти и прикључена Мезији, на тај начин што је граница на Дунаву проширена даље на исток и војно осигурана померањем Осме Августове легије (legio VIII Augusta, после 69 legio I Italica) у Нове (данас Свиштов). Обалу Црног мора контролисао је praefectus orae maritimae. После похода Т. Плауција Силвана (57-67 н. е.) и Рубрија Гала (69-70. н. е.) под Веспазијаном и интегрисано је и подручје до ушћа Дунава и подигнути први аугзилијарни логори на десној обали реке (Арубијум, Трезмида, Карзијум).
Још у тиберијевско-клаудијевско доба, недуго пошто је римска војска досегла обалу Дунава у Мезији и утврдила се тамо, војници мезијских легија IV Scythica и V Macedonica успели су да успоставе везу кроз Ђердапску клисуру до североисточних војних испостава у Панонији на доњој Сави. На Горњем Ђердапу почео је да се гради, директно на обали Дунава, лимески пут са кастелима у Новима (Чежава), Бољетину и Талијату. Доња, још непроходна дунавска петља је заобиђена, тако што је део водио преко планине Мироч, а чували су га кастел Талијата на западу и Егета на истоку (за време Веспазијана). Део западно од Нова до Сингидунума, долине Велике Мораве и Млаве у доба раног царства још нису били осигурани.

## Од Веспазијана до Аурелијана
Од градње логора на Дунаву која је започета за време Веспазијана 69. године н. е. могу се препознати контуре правог система лимеса. Како унутрарполитички разлози да се римска војска колико је могуће држи подаље од Италије, тако спољнополитичка концепција једне линеарне граничне управе довеле су до јачег поседања линије Дунава. Без препознатљивих знакова спољне претње, и на норчиком делу који је дотада био без кастела подигнута утврђења од дрвета и земље: Пасау-Инштад, Валзе, Маутер, Трајсмауер, Цвентендорф, Тулн, Цајселмауер. Датирање логора ала код Буде (Будимпешта) у период од 73. године н. е. може се пренети и на од њега јужна постројења Адаи (Будимпешта), Албертфалва, Ветус Салина (Адоњ) и Интерциса (Дунаујварош). На целој севернопанонској страни између Карнунтума и Будимпеште вероватно су додани само на кастели Кирпи (Дунабогдањ) и Солва (Естергом) који се налазе на Окуци Дунава. У појединим случајевима је наравно тешко посведочити и временски одредити кастеле од земље и дрвета; ово поготово важи за српско-хрватски део Паноније. Померање војног тежишта с Рајне на Дунав које се може пратити од друге половине 1. века изазвало је код народа с оне стране реке иритације и слабљење клијентелских односа. Из тога су проистекли Домицијанови ратови против Дачана (85—88), Маркомана и Квада (89) и Сармата (92), који су довели до јаче концентрације контингената трупа на средњодунавском лимесу.
Овај развој је настављен за време Трајанових освајачких ратова против Дачана 101/2 и 105/6 . Градњу кастела у западном делу Паноније у Клостернојбургу, Швехату и Виндобони вероватно треба довести у везу већ са Домицијановим војним акцијама. За време Веспазијана у Панонији су се налазиле само две легије (VIII Gemina у Петовиону, XV Apollinaris у Карнунтуму), а крајем Домицијанове и за време Трајанове владавине постојала су четири легијска логора који су се налазили директно на лимесу. Поред легијског логора Карнунтума који је конвертиран у камену конструкцију изграђени су још логори Виндобона, Бригецион који су вероватно одмах подигнути од камена и легијски логор Аквинкум који је најпре 89. године израђен од дрвета и земље. Готово два века остали су легије XIV Gemina, X Gemina, I Adiutrix, II Adiutrix које су тамо дедуковане крајем рата против Дачана. Релативно касно (крајем Домицијанове/током Трајанове владавине) севернопанонска секција Герулата (Русовце) – Ад Флексум (Мосонмађарорвар) – Квадрата (Лебењ) – Ад Статуас (Ач-Вашпуста) – Ад Мурес (Ач-Бумбумкут) природно заштићена Житним острвом обезбеђена је кастелима, а за постројења у јужној секцији као Улкиса Кастра (Сентендре), Кампона (Нађтетењ), Матрика (Сазхаломбата-Дунафиред) претпоставља се да припадају још каснијем слоју.
У провинцији Горњој Мезији основаној 86. године до тада неокупирана секција Дунава између ушћа Саве и Мораве односно Млаве је интегрисана и обезбеђена војним логорима у Сингидунуму, на Златној гори (Сеони) и Виминацијуму (Костолцу). Првобитна посада новог легијског логора Виминацијум је вероватније била legio IV Flavia него legio VII Claudia, коју је она сменила 117, када је legio IV Flavia нашла ново боравиште, могуће у Сингидунуму. У Ђердапској клисури због Домицијановог и Трајановог рата против Дачана утврђења из доба раног царства су поправљена, а градња путева подстакнута са намером да се створе полазне тачке за инвазију на Дакију. Као такве служиле су Ледерата, а у Доњем Ђердапу, који је чинио тежиште грађевинских радова, Дијана (Караташ) и Понтес (Костол) преко пута дачких градова Дијерне и Дробете. Овде је Аполодор 102. изградио познати мост преко и регулисао Дунав једним каналом
На доњем Дунаву Домицијан је већ пре поделе Мезије због упада Дачана и Роксолана подигао број легија са две на четири. Ратови против Дачана донели су са собом још јачу концентрацију војске. Окупацијом Дакије, нарочито Мунтеније (западне Дакије), секција Дунава западно од Нова изгубила је карактер спољне границе и углавном је демилитаризована; тежиште војске померило се на до тада мање обезбеђен источни део Доње Мезије. Поред легије I Italica која је већ била стационирана у Новама, 106. године је дедукована (доведена, насељена) легија XI Claudia у Дуросторум, а годину дана касније V Macedonica у Трезмис, а у наредном периоду је изграђен знатан низ утврђења на десној обали Дунава. Међутим, у првим вековима лимес је имао мање одбрамбене функције, него „офанзивне задатке“, да контролише везе са Дакијом преко јужне Молдавије и Влашке и да се стара за поштовање клијентелских уговора закључених са народима настањеним на севернодунавском предпољу.
Изградња система одбране са ланцом кастела на Дунаву која је започета за време Флавијеваца и имала за последицу извођење трупа директно на границу углавном је завршено за време Трајана конституисањем провинције Дакије. Радови спровођени у наредном периоду концентрисали су се на модификацију и новоградњу постојећих постројења и градњу калдрмисаног лимеског пута. Конверзија дрвено-земљаних кастела у камене кастеле није била ни уједначена ни истовремена Почела је додуше већ почетком 2. века, али општа фаза каменоградње се може приметити тек средином века, а у већој мери заправо тек после ратова против Маркомана. Од Хадријана су владале стабилне прилике на дунавској граници, а крајем владавине Антонина Пија било је немира и назнака коалиције германских племена под вођством Маркомана. Када је заказала римска стратегија да се противник потуче у властитој земљи, Маркоманима, који су 167. пробили лимес, више се није могао пружити никакав отпор Једино на доњем Дунаву римски систем безбедности је, ако се изузму упади Костобока 170, остао нетакнут до краја 3. века 
За време ратова против Маркомана који су трајали до 180. године Панонија је јако настрадала. Не само што су уништена сва лимеска постројења, него је клонула и унутрашњост. Тек су се крајем владавине Марка Аурелија а нарочито за време његовог наследника Комода поново стабилизовале прилике, па је лимес реорганизован. Новоуспостављене легије Трећа италска (III Italica) и Друга италска (II Italica) уведене су легијске логоре Кастра регина (Регенсбург) у Рецији (179) и Лауријакум у Норикуму (205). Иначе ограничили су се углавном на томе да се обнове стара постројења, али сада у камену. Камени кастели су су по облику личили на претходне грађевине, али су имали угаоне и бочне куле. Прве су биле у облику трапеза, а друге у облику квадрата. И капије кастела су обезбеђене кулама. Типично за градитељство, нарочито активно за време Каракале (211—217), јесу увучене куле са капијама и угаоне куле благо заобљене са спољашње стране.
Отада скоро сто година готово да нису реализовани грађевински радови на лимесу. Од 30-их година 3. века због покрета народа у северним и источним деловима Европе мало је постигнуто да се народи који живе с оне стране линије Дунава одрже у шаху. Неуспехом стратегије „предодбране“ дунавски лимес је постао застарео. Провала Аламана 233. нарочито је погодила Норик. У Панонији је невоља достигла врхунац упадом готских, квадских односно сарматских народа 258-260. И у Мезији су средином 3. века Карпи и Готи успели да пробију дунавски лимес. Још пре евакуисања Дакије од стране Аурелијана 271. Галијен је ишао на то да подигне утврђења у сектору западно од Димијума (данас Белене) који је војска увелико напустила, а где је река чинила границу провинције. Поновно успостављање реда од стране Аурелијана и Проба поставило је основе за опсежне реформе и нови концепт лимеса под Диоклецијаном и Константином.

## Позно царство
У вези са новом поделом провинција на мање јединице и одвајањем војне управе од цивилне за време Диоклецијана на дунавском лимесу је настао гранични дукат. Затим је дошло до успостављања тзв. лимитана (milites limitanei) који су вршли своју дужност у војном гарнизону, али су поред тога као „наоружани сељаци“ обрађивали додељене им земљишне парцеле. У односу на ове граничне трупе новоуспостављене покретне трупе (comitatenses) су као мобилна резерва спремна за употребу у свако време постајале све значајније. Реконструкција кастела коју су вршили Диоклецијан и његови наследници била је фортивикационог типа. Нарочита пажња је посвећена не само панонском него и скитском лимесу, који је појачан са две нове легије Првом Јупитеровом (I Jovia) и Другом Херкуловом (II Herculea) и, штавише, по оснивању Константинопоља 330, добио нову одбрамбену функцију 
За време Валентинијана дошло је до последњих обимних грађевинских радова на дунавском лимесу. Пре свега су грађене сигналне куле. Захваљујући новој одбрамбеној стратегији Рим се 333. и 358. успешно бранио, али од смрти цара Валентинијана 375. на Дунаву су владали хаотични услови. Масе различитих народа (Остроготи, Визиготи, Алани, Хуни и др.) продирале су у Царство. Пораз Римљана у бици код Адријанопоља 378. представљао је врхунац катастрофе. Теодосије је, закључивши 380. споразум са варварима по цену њиховог насељавања на подручје царства, донекле смањио тензију на панонском лимесу. Колико су односи између варвара и Римљана били нестабилни, показало се после његове смрти, када су Маркомани, Квади, Алани и Готи продрли на средњи Дунав и у Бечку котлину и напредовали до Јадранског мора. Колапсом лимеса на линији Виндобона-Бригецион јужно крило је откривено и практично изложено нападима. Тако су Вандали 401. превалили пут са истока дуж лимеса до Реције. Године 405 Радагајс је прешао Рецију и Норикум, а годину дана после тога уследила су пустошења других германских племена. У махом „германизованој“ Панонији археолошки се може посведочити заузимање кастела и стражарских кула до 20-их година 5. века. Међутим, овде се не може говорити о римским јединицама, него о савезима настањених варвара. Мале тврђаве уграђене у левом углу претерентуре, које су уочене код неких кастела, евентуално се могу датирати у време после Валентинијана. Панонија Прима и Валерија су 433. уступљене Хунима. Лимес Паноније Секунде се одржао и на крају допао Источноримском царству.
Када су 451. Хуни упали у Норикум, дунавски лимес више није функционисао. Међутим, његов пад је био мање спектакуларан од распада цивилног и војног сектора. Од нетакнутих утврђења са римском посадом Евгипије у „Житију Северина“ помиње још само Батавис (Пасау) и Фавијанис (Маутерн) у источној Рецији. На крају су постала последња уточишта римског цивилног становништва. У раном средњем веку многи некадашњи војни логори на норичко-панонском лимесу служили су као место за насељавање популацији које се формирала од преосталог становништва и досељеника.
На доњем Дунаву разорни упади Хуна у првој половини 5. века су донели пустошења. Тек после васпостављања римске власти за време Анастасија (491—518) и Јустинијана (527—565) поново ничу војна постројења. Са нападима Словена и Авара крајем 6. и почетком 7 века коначно је пао и лимес. На бугарској обали Дунава на месту касноантичких римских постројења прве раносредњовековна бугарска насеља (нпр. Дортикум, Ескус, Димијум, Јатрус, Кандидијана). На некадашњем скитском лимесу, почев од друге половине 10. века стара реактивирају се римска постројења и укључују у нови „систем лимеса“

## Делови
Дунавски лимес се често даље дели на:
- Рецијски лимес (само подручје дуж Дунава)
- Норички лимес
- Панонски лимес
- Мезијски или Дакијски лимес (од напуштања Дакије за време Аурелијана)

- Горњогерманско-рецијски лимес између Рајне и Дунава
- Норичко-панонски лимес у данашњој Аустрији
- Панонски лимес у данашњој Мађарској, Хрватској и Србији
- Мезијски лимес у данашњој Србији, Румунији и Бугарској